# Damernas 53 kg i tyngdlyftning vid olympiska sommarspelen 2012
Damernas tyngdlyftning i 53-kilosklassen vid olympiska sommarspelen 2012 hölls den 29 juli, den andra tävlingsdagen efter invigningen, i London, Storbritannien, i ExCeL London.

## Medaljörer
| Gren  | Guld                         | Silver                         | Brons                   |
| 53 kg | Zulfija Tjinsjanlo Kazakstan | Hsu Shu-ching Kinesiska Taipei | Cristina Iovu Moldavien |

## Tävlingsformat
Varje tyngdlyftare får tre försök i ryck och stöt. Deras bästa lyft i de båda kombineras till ett totalt resultat. Om någon tävlande misslyckas att få ett godkänt lyft, så blir de utslagna. 
Ifall två tyngdlyftare hamnar på samma resultat, är idrottaren med lägre kroppsvikt vinnare. Om två tävlande hamnar på samma resultat och har samma kroppsvikt, så är vinnaren den som först tog totalvikten..

## Tävlingsschema
Alla tider är brittisk tid, (UTC+1)
| Datum                 | Tid   | Omgång |
| --------------------- | ----- | ------ |
| Söndagen 29 juli 2012 | 15:30 | Final  |

## Resultat
| Placering | Idrottare                   | Grupp | Kroppsvikt | Ryck (kg) | Ryck (kg) | Ryck (kg) | Ryck (kg) | Stöt (kg) | Stöt (kg) | Stöt (kg) | Stöt (kg) | Totalt |
| Placering | Idrottare                   | Grupp | Kroppsvikt | 1         | 2         | 3         | Resultat  | 1         | 2         | 3         | Resultat  | Totalt |
| --------- | --------------------------- | ----- | ---------- | --------- | --------- | --------- | --------- | --------- | --------- | --------- | --------- | ------ |
| 1         | Zulfija Tjinsjanlo (KAZ)    | A     | 52.70      | 92        | 92        | 95        | 95        | 125       | 131       | 135       | 131       | 226    |
| 2         | Hsu Shu-ching (TPE)         | A     | 52.41      | 91        | 94        | 96        | 96        | 120       | 123       | 123       | 123       | 219    |
| 3         | Cristina Iovu (MDA)         | A     | 52.79      | 95        | 99        | 99        | 99        | 115       | 120       | 125       | 120       | 219    |
| 4         | Citra Febrianti (INA)       | A     | 52.53      | 88        | 91        | 94        | 91        | 108       | 112       | 115       | 115       | 206    |
| 5         | Julia Paratova (UKR)        | A     | 52.43      | 91        | 94        | 94        | 91        | 105       | 108       | 108       | 108       | 199    |
| 6         | Rusmeris Villar (COL)       | A     | 52.59      | 87        | 87        | 90        | 87        | 105       | 109       | 112       | 109       | 196    |
| 7         | Aleksandra Klejnowska (POL) | A     | 52.67      | 83        | 84        | 86        | 84        | 108       | 112       | 113       | 112       | 196    |
| 8         | Nguyen Thi Thuy (VIE)       | B     | 52.23      | 80        | 84        | 85        | 85        | 110       | 110       | 115       | 110       | 195    |
| 9         | Yu Weili (HKG)              | B     | 52.95      | 86        | 86        | 90        | 90        | 105       | 110       | 110       | 105       | 195    |
| 10        | Inmara Henríquez (VEN)      | B     | 52.84      | 78        | 81        | 81        | 81        | 107       | 110       | 113       | 113       | 194    |
| 11        | Julia Rohde (GER)           | B     | 52.45      | 83        | 85        | 87        | 85        | 105       | 108       | 110       | 108       | 193    |
| 12        | Joanna Łochowska (POL)      | A     | 52.57      | 84        | 87        | 87        | 84        | 104       | 107       | 110       | 107       | 191    |
| 13        | Kanae Yagi (JPN)            | B     | 52.36      | 82        | 82        | 85        | 82        | 105       | 109       | 109       | 109       | 191    |
| 14        | Dika Toua (PNG)             | B     | 52.48      | 75        | 79        | 79        | 79        | 95        | 100       | 100       | 95        | 174    |
| 15        | Helena Wong (SIN)           | B     | 52.31      | 55        | 59        | 61        | 61        | 67        | 71        | 73        | 73        | 134    |
| –         | Aylin Daşdelen (TUR)        | A     | 52.91      | 91        | 91        | 91        | 91        | 124       | 129       | —         | —         | DNF    |
| –         | Yuderqui Contreras (DOM)    | A     | 52.95      | 94        | 94        | 94        | —         | —         | —         | —         | —         | DNF    |
| –         | Zhou Jun (CHN)              | B     | 52.80      | 95        | 95        | 95        | —         | —         | —         | —         | —         | DNF    |